# L'Homme qui tua Lucky Luke
L'Homme qui tua Lucky Luke est un one-shot de Matthieu Bonhomme se déroulant dans l'univers de la série Lucky Luke créée par Morris. Il est sorti le 1er avril 2016 en album. L'histoire se déroule entre les tomes Daisy Town et Fingers, et on y découvre pourquoi Lucky Luke arrête de fumer. Bien accueilli par la critique, cet album a reçu le prix Saint-Michel du meilleur album en septembre 2016 et le prix du public Cultura du festival d'Angoulême en janvier 2017.
Par une nuit orageuse, Lucky Luke arrive dans la ville de Froggy Town, ville minière du Far West. Compte tenu de sa réputation, les habitants lui demandent d'enquêter sur le vol récent de l'or des mineurs. Aidé de Doc Wednesday, il mène son enquête malgré la présence des frères Bone qui font régner leur loi à Froggy Town.

## Genèse
Pour Matthieu Bonhomme, écrire un Lucky Luke était un rêve d'enfant qu'il ne lâchait pas : « À chaque visite chez Dargaud, pour Le Marquis d'Anaon, je leur disais que j'étais prêt pour l'aventure. Sans écho. » Mais en 2008, son éditeur lui demanda une planche pour La Galerie des illustres, galerie privée. Une courte histoire où Lucky Luke s'invite chez lui, à sa table. Il n'ose pas toucher au western par la suite. Cela lui paraît un domaine interdit, même s'il s'y rapproche avec sa série Esteban, où l'on peut voir des Amérindiens, « donnant un petit air de Western à l'aventure ». Il a également peur que l'on lui reproche d'être un « sous-auteur », de ne pas partir sur quelque chose de nouveau.
Tout commence en 2014, où, lors d'un déjeuner avec son éditrice Pauline Mermet (chargée de gérer les célébrations des 70 ans de Lucky Luke), il lui parle de son projet. Il lui envoie par la suite quelques illustrations du personnage fait à sa manière. Il en reçoit un accord pour un one-shot à la manière de Goscinny.

## Personnages
- Lucky Luke : cow-boy qui tire plus vite que son ombre, justicier de western.
- Joshua "Doc" Wednesday : ancien justicier de western, ami de Luke
- Le père Bone : mineur, ancien soldat sudiste, il bat ses fils et est avide d'or.
- Anton Bone : aîné de la fratrie Bone, épaule son frère James dans le métier de shérif.
- Steve Bone : second de la fratrie Bone, convoyeur d'or et probablement mineur.
- James Bone : dernier de la fratrie Bone, retardé mental, shérif.
- Jolly Jumper : cheval de Lucky Luke, qui contrairement aux autres volumes, ne s'adresse pas au héros.
- Laura Legs : danseuse de cabaret et future épouse d'Anton, amie de Luke.
- L'Indien : mystérieux brigand au visage caché, tueur de Bob, voleur de l'or des mineurs.
- Bob : convoyeur de fond tué par l'Indien.
- Mr Smith : vendeur crapuleux. Il charge Luke de mener l'enquête au sujet du vol.

## Résumé
L'or des mineurs a été dérobé par un mystérieux indien masqué, qui a de plus tué Bob, le convoyeur, sous les yeux de Steve Bone. Lucky Luke et Doc Wednesday mènent l'enquête, sur la demande des habitants, sans arme, car elle lui a été confisquée par le plus petit des frères Bone, James, nommé shérif. 
Plus tard, il s'avère que le père Bone, un vieux mineur, bat constamment ses enfants, de telle sorte qu'Anton a les côtes en miettes et ne pourra plus jamais rire, et que le second de la fratrie, Steve, a une jambe boiteuse.  Autre retournement de situation, l'amie de Luke, Laura Legs, une danseuse, arrive en ville pour épouser l’aîné Bone, Anton. 
Un soir au saloon, le père Bone arrive avec des cigares et paie la tournée générale, après une bagarre au sujet du vol où Luke accuse les Bone car il a retrouvé sur la scène du crime un clou de fer à cheval pouvant appartenir à la famille. Les villageois décident d'aller lyncher les Amérindiens de la réserve, mais ceux-ci sont sauvés de justesse par Luke et Doc. 
De retour au village, le père Bone, accompagné d'un forgeron, accuse Luke car un clou de fer de Jolly Jumper a disparu. Énervé par ce complot et la lâcheté des villageois, Luke accepte le défi d'un combat à mort contre Anton. Doc craint que Luke ne meure en vain, car ce dernier tremble péniblement à cause du manque de tabac et n'a qu'une arme très mauvaise ; il assomme donc Luke avant le duel, substitue ses vêtements aux siens et va se battre à sa place. Mais le père Bone abat lâchement Doc d'une balle dans le dos ; Luke, qui se réveille à ce moment, ramasse son arme, désarme le père Bone et l'emmène au bureau de shérif, devenant ainsi le marshall de la ville.
Les habitants réalisent alors que l'or ayant servi à payer la tournée générale était en réalité l'or volé. Luke sauve le père Bone d'un lynchage, repousse les Bone qui tentent de reprendre leur père, puis assiste impuissant à l'incendie de la maison des Bone par les villageois et les mineurs venus récupérer leur or. 
Le lendemain, Luke accueille dans l'office Laura Legs qui le prévient qu'Anton et Steve viennent en découdre. Cependant, Steve vient seul, accompagné de l'Indien responsable du meurtre et du vol de l'or. 
Anton enlève alors son déguisement d'Apache et les deux frères posent leurs ceinturons devant Luke. Anton explique avoir volé l'or avec la complicité de Steve pour éviter que leur père les frappe, car il se calmait uniquement lorsqu'il avait de l'or. Le meurtre de Bob était un accident : se rendant compte du subterfuge, le convoyeur avait essayé de prendre l'arme d'Anton déguisé en indien, mais en tirant l'arme vers lui, avait actionné la gâchette et reçu la balle en plein cœur. 
Le père Bone est condamné à une vingtaine d'années de prison pour le meurtre de Doc Wednesday et Luke assure à Laura que le juge sera clément pour Steve et Anton. Restent James, Laura et Luke, qui se recueille sur la tombe de Doc, où est inscrit : "Joshua "Doc" Wednesday Aug.8 - 1851, Nov.11 - 1887. Shoot in the back by a coward R.I.P"
L'histoire se termine sur le traditionnel coucher de soleil, avec Luke, qui s'est décidé d'arrêter le tabac pour respecter la promesse faite à Doc, et la chanson du « Pauvre Cow-Boy solitaire ».

## Clins d’œil et références
- Le titre de l'album fait référence au film de John Ford L'Homme qui tua Liberty Valance[2].
- Le personnage de Doc Wednesday fait référence à Doc Holliday.
- La ville où se déroule l'action se nomme Froggy Town. « Frog » signifie grenouille en anglais, grenouilles que l'on peut voir en abondance dans la ville la nuit de l'arrivée de Lucky Luke. On retrouve également des références aux batraciens dans les insultes du père d'Anton Bone.
- On retrouve le personnage de Laura Legs, une danseuse précédemment vue dans les albums Le Grand Duc et La Corde du pendu et autres histoires.
- Dans le cimetière de Froggy Town, une tombe porte le nom de « Morris from Bevere » en hommage à Morris de son vrai nom Maurice de Bevere.
- Dans ce même cimetière, une autre tombe porte l'inscription « Here lies Charly Hutter Four slugs from a 44 no less no more » faisant référence à la tombe de Lester Moore au cimetière de Tombstone (en). Le nom Charly Hutter fait peut-être référence à  Charles H. Utter, personnalité de la conquête de l'Ouest.
- Lors de la partie de poker, Lucky Luke a la « main du mort » (deux as noirs et deux 8 noirs), main qu'avait Wild Bill Hickok lors de son assassinat à Deadwood. Il est à noter que Wild Bill Hickok était un ami de Charlie Utter.

## Prix et récompenses
- 2016 : Prix Saint-Michel du meilleur album[3]
- 2017 : Prix du public Cultura du festival d'Angoulême
- 2017 : Prix des lycées du festival d'Angoulême